# 西康省人委辦公廳大樓舊址
西康省人委辦公廳大樓舊址位於四川省雅安市雨城區，文物遺址年代判定為1951年。2012年7月16日公佈為四川省文物保護單位。西康省人委辦公廳大樓舊址位於四川省雅安市雨城區新康路46號，原名“康樓”，現為四川農業大學第一辦公樓。大樓建於1951年12月，為西康省人民委員會辦公廳辦公用房。該建築方向210。，建築面積為2378平方米。為兩層磚木結構仿蘇式風格建築。建築通高13米，面闊56.7米，進深41.9米，為左右呈中軸對稱，平面規矩，中間高兩邊低的“三段式”結構，頂覆小青瓦屋面。全樓共計50餘間房屋。1955年由四川農業學院（現四川農業大學）接收，作為其教學樓。西康省人委辦公廳大樓舊址為典型的仿蘇式建築，為中國建築發展史的研究提供了實物資料。